# Liste der Regierungschefs der Republik China (1912–1949)
Die folgende Liste der Regierungschefs der Republik China (1912–1949) führt die Inhaber der Regierungsgewalt in der Republik China (1912–1949) auf. Die Republik China entstand im Jahr 1912 nach dem Ende des chinesischen Kaiserreichs. In der Anfangsphase war die Republik durch ausgeprägte politische Instabilität gekennzeichnet und die Regierungen wechselten in rascher Folge. 1915/16 kam es zu einem kurzen Restaurationsversuch der Monarchie unter Yuan Shikai als selbstproklamiertem Kaiser. 1916–1926 folgte eine „Phase der Kriegsherren“, in der verschiedene lokale militärische Machthaber, die zum Teil vom Ausland unterstützt wurden, miteinander konkurrierten. 1925 ereignete sich nach der „Bewegung des 30. Mais“ die sogenannte „Nationale Revolution“ 1925–1927, bei der die Revolutionsarmee der „chinesischen Nationalpartei“ Kuomintang unter Chiang Kai-shek gegen die Militärmachthaber in Mittel- und Nordchina vorging. 1927 wurde in Nanking eine Nationalregierung unter der Kuomintang gebildet, die 1928 nach dem Marsch nach Norden und der Einnahme Pekings die Regierungsgewalt in fast ganz China übernahm. Die Regierungen der Kuomintang dauerten bis zum Ende des Chinesischen Bürgerkrieges 1948. Nach dem Sieg der Kommunisten im Bürgerkrieg (1945–1949) floh die Kuomintang-Regierung auf die Insel Taiwan, wo sie die Republik China auf Taiwan begründete, die heute noch existiert.

## Liste

### Premierminister der Republik China 1912–1914
- Zeitspanne: 13. März 1912 – 1. Mai 1914

Nach der provisorischen Verfassung der Republik China aus dem Jahr 1912 sollte der Führer der Mehrheitsfraktion im Parlament durch den Präsidenten zum Premierminister, d. h. Leiter der Regierungsgeschäfte ernannt werden.
| Nr. | Bild | Name (Lebensdaten)                                                   | Amtsantritt und -ende | Amtsantritt und -ende | Tage | Politische Partei | Präsident                |
| --- | ---- | -------------------------------------------------------------------- | --------------------- | --------------------- | ---- | ----------------- | ------------------------ |
| 1   |      | Tang Shaoyi 唐紹儀 Táng Shàoyí (1862–1938)                           | 13. März 1912         | 27. Juni 1912         | 106  | Beiyang-Clique    | Sun Yat-sen, Yuan Shikai |
| 1   |      |                                                                      |                       |                       |      |                   |                          |
| 2   |      | Lu Zhengxiang (Pierre-Célestin Lou) 陸徵祥 Lù Zhēngxiáng (1871–1949) | 29. Juni 1912         | 22. Sep. 1912         | 56   | Beiyang-Clique    | Yuan Shikai              |
| 2   |      |                                                                      |                       |                       |      |                   |                          |
| 3   |      | Zhao Bingjun 趙秉鈞 Zhào Bǐngjūn (1859–1914)                         | 25. Sep. 1912         | 1. Mai 1913           | 252  | Beiyang-Clique    | Yuan Shikai              |
| 3   |      |                                                                      |                       |                       |      |                   |                          |
| —   |      | Duan Qirui 段祺瑞 Duàn Qíruì (1865–1936)                             | 1. Mai 1913           | 31. Juli 1913         | 91   | Beiyang-Clique    | Yuan Shikai              |
| —   |      |                                                                      |                       |                       |      |                   |                          |
| 4   |      | Xiong Xiling 熊希龄 Xióng Xīlíng (1870–1937)                         | 31. Juli 1913         | 12. Feb. 1914         | 196  | Beiyang-Clique    | Yuan Shikai              |
| 4   |      |                                                                      |                       |                       |      |                   |                          |
| —   |      | Sun Baoqi 孫寶琦 Sūn Bǎoqí (1867–1931)                               | 12. Feb. 1914         | 1. Mai 1914           | 78   | Beiyang-Clique    | Yuan Shikai              |
| —   |      |                                                                      |                       |                       |      |                   |                          |

### Außenminister des rekonstituierten Kaiserreichs China 1915–1916
- Zeitspanne: 22. Dezember 1915 – 22. März 1916

| Nr. | Bild | Name (Lebensdaten)                                                   | Amtsantritt und -ende | Amtsantritt und -ende | Tage | Politische Partei | Kaiser                 |
| --- | ---- | -------------------------------------------------------------------- | --------------------- | --------------------- | ---- | ----------------- | ---------------------- |
| (2) |      | Lu Zhengxiang (Pierre-Célestin Lou) 陸徵祥 Lù Zhēngxiáng (1871–1949) | 22. Dez. 1915         | 22. März 1916         | 91   | parteilos         | Hongxian (Yuan Shikai) |
| (2) |      |                                                                      |                       |                       |      |                   |                        |

### Außenminister der Republik China 1914–1916
- Zeitspanne: 1. Mai 1914 – 22. Dezember 1915; 22. März 1916 – 29. Juni 1916

| Nr. | Bild          | Name (Lebensdaten)                         | Amtsantritt und -ende | Amtsantritt und -ende | Tage | Politische Partei | Präsident                |
| --- | ------------- | ------------------------------------------ | --------------------- | --------------------- | ---- | ----------------- | ------------------------ |
| 5   |               | Xu Shichang 徐世昌 Xú Shìchāng (1855–1939) | 1. Mai 1914           | 22. Dez. 1915         | 600  | Beiyang-Clique    | Yuan Shikai              |
| 5   | 22. März 1916 | Xu Shichang 徐世昌 Xú Shìchāng (1855–1939) | 23. Apr. 1916         | 32                    |      | Beiyang-Clique    | Yuan Shikai              |
| 5   |               |                                            |                       |                       |      |                   |                          |
| 6   |               | Duan Qirui 段祺瑞 Duàn Qíruì (1865–1936)   | 23. Apr. 1916         | 29. Juni 1916         | 67   | Beiyang-Clique    | Yuan Shikai, Li Yuanhong |
| 6   |               |                                            |                       |                       |      |                   |                          |

### Vorsitzende des Staatsrates der Republik China 1916–1917
- Zeitspanne: 29. Juni 1916 – 1. Juli 1917

| Nr. | Bild | Name (Lebensdaten)                         | Amtsantritt und -ende | Amtsantritt und -ende | Tage | Politische Partei  | Präsident   |
| --- | ---- | ------------------------------------------ | --------------------- | --------------------- | ---- | ------------------ | ----------- |
| (6) |      | Duan Qirui 段祺瑞 Duàn Qíruì (1865–1936)   | 29. Juni 1916         | 23. Mai 1917          | 328  | Fortschrittspartei | Li Yuanhong |
| (6) |      |                                            |                       |                       |      |                    |             |
| —   |      | Wu Tingfang 伍廷芳 Wu Tíngfāng (1842–1922) | 23. Mai 1917          | 28. Mai 1917          | 5    | Fortschrittspartei | Li Yuanhong |
| —   |      |                                            |                       |                       |      |                    |             |
| 7   |      | Li Jingxi 李經羲 Li Jīngxī (1859–1925)     | 28. Mai 1917          | 1. Juli 1917          | 34   | Fortschrittspartei | Li Yuanhong |
| 7   |      |                                            |                       |                       |      |                    |             |

### Premierminister der wiedereingesetzten Qing-Dynastie Juli 1917
- Zeitspanne: 1. Juli 1917 – 12. Juli 1917

Am 1. Juli 1917 ereignete sich ein Putsch, die die Wiedereinsetzung der Qing-Monarchie zum Ziel hatte. Der Führer des Putsches Zhang Xun wurde durch den wiedereingesetzten Kaiser Puyi mit der Führung der Regierungsgeschäfte beauftragt. Zhang wurde jedoch schon 12 Tage später durch Duan Qirui abgelöst, der die Republik wiederherstellte.
| Nr. | Bild | Name (Lebensdaten)                   | Amtsantritt und -ende | Amtsantritt und -ende | Tage | Politische Partei | Kaiser          |
| --- | ---- | ------------------------------------ | --------------------- | --------------------- | ---- | ----------------- | --------------- |
| —   |      | Zhang Xun 張勳 Zhāng Xūn (1854–1923) | 1. Juli 1917          | 12. Juli 1917         | 16   | parteilos         | Xuantong (Puyi) |
| —   |      |                                      |                       |                       |      |                   |                 |

### Premierminister des Staatsrates der Republik China 1917–1924
- Zeitspanne: 14. Juli 1917 – 24. November 1924

| Nr.  | Bild | Name (Lebensdaten)                                              | Amtsantritt und -ende | Amtsantritt und -ende | Tage | Politische Partei    | Präsident                                   |
| ---- | ---- | --------------------------------------------------------------- | --------------------- | --------------------- | ---- | -------------------- | ------------------------------------------- |
| (6)  |      | Duan Qirui 段祺瑞 Duàn Qíruì (1865–1936)                        | 14. Juli 1917         | 22. Nov. 1917         | 128  | Anhui-Clique         | Feng Guozhang                               |
| (6)  |      |                                                                 |                       |                       |      |                      |                                             |
| —    |      | Wang Daxie 汪大燮 Wāng Dàxiè (1860–1929)                        | 22. Nov. 1917         | 30. Nov. 1917         | 8    | Zhili-Clique         | Feng Guozhang                               |
| —    |      |                                                                 |                       |                       |      |                      |                                             |
| —    |      | Wang Shizhen 王士珍 Wáng Shìzhēn (1861–1930)                    | 30. Nov. 1917         | 20. Feb. 1918         | 82   | Anhui-Clique         | Feng Guozhang                               |
| —    |      |                                                                 |                       |                       |      |                      |                                             |
| —    |      | Qian Nengxun 錢能訓 Qián Néngxun (1869–1924)                    | 20. Feb. 1918         | 23. März 1918         | 31   | Anhui-Clique         | Feng Guozhang                               |
| —    |      |                                                                 |                       |                       |      |                      |                                             |
| (6)  |      | Duan Qirui 段祺瑞 Duàn Qíruì (1865–1936)                        | 23. März 1918         | 10. Okt. 1918         | 201  | Anhui-Clique         | Feng Guozhang                               |
| (6)  |      |                                                                 |                       |                       |      |                      |                                             |
| —    |      | Qian Nengxun 錢能訓 Qián Néngxun (1869–1924)                    | 10. Okt. 1918         | 13. Juni 1919         | 246  | Anhui-Clique         | Xu Shichang                                 |
| —    |      |                                                                 |                       |                       |      |                      |                                             |
| —    |      | Gong Xinzhan 龔心湛 Gōng Xīnzhàn (1871–1943)                    | 13. Juni 1919         | 24. Sep. 1919         | 103  | Anhui-Clique         | Xu Shichang                                 |
| —    |      |                                                                 |                       |                       |      |                      |                                             |
| 8    |      | Jin Yunpeng 靳雲鵬 Jìn Yúnpéng (1877–1951)                      | 24. Sep. 1919         | 14. Mai 1920          | 233  | Anhui-Clique         | Xu Shichang                                 |
| 8    |      |                                                                 |                       |                       |      |                      |                                             |
| 9    |      | Sa Zhenbing 薩鎮冰 Sà Zhènbīng (1859–1952)                      | 14. Mai 1920          | 9. Aug. 1920          | 87   | Anhui-Clique         | Xu Shichang                                 |
| 9    |      |                                                                 |                       |                       |      |                      |                                             |
| (8)  |      | Jin Yunpeng 靳雲鵬 Jìn Yúnpéng (1877–1951)                      | 9. Aug. 1920          | 18. Dez. 1921         | 496  | Anhui-Clique         | Xu Shichang                                 |
| (8)  |      |                                                                 |                       |                       |      |                      |                                             |
| —    |      | Yan Huiqing (W.W. Yan) 顏惠慶 Yán Huìqìng (1877–1950)           | 18. Dez. 1921         | 24. Dez. 1921         | 6    | Zhili-Clique         | Xu Shichang                                 |
| —    |      |                                                                 |                       |                       |      |                      |                                             |
| 10   |      | Liang Shiyi 梁士詒 Liáng Shìyí (1869–1933)                      | 24. Dez. 1921         | 25. Jan. 1922         | 32   | Kantonesische Clique | Xu Shichang                                 |
| 10   |      |                                                                 |                       |                       |      |                      |                                             |
| —    |      | Yan Huiqing (W.W. Yan) 顏惠慶 Yán Huìqìng (1877–1950)           | 25. Jan. 1922         | 8. Apr. 1922          | 73   | Zhili-Clique         | Xu Shichang                                 |
| —    |      |                                                                 |                       |                       |      |                      |                                             |
| —    |      | Zhou Ziqi 周自齊 Zhōu Zìqí (1871–1923)                          | 8. April 1922         | 11. Juni 1922         | 64   | Anhui-Clique         | Xu Shichang, Zhou Ziqi (parallel amtierend) |
| —    |      |                                                                 |                       |                       |      |                      |                                             |
| 11   |      | Yan Huiqing (W.W. Yan) 顏惠慶 Yán Huìqìng (1877–1950)           | 11. Juni 1922         | 5. Aug. 1922          | 55   | Zhili-Clique         | Li Yuanhong                                 |
| 11   |      |                                                                 |                       |                       |      |                      |                                             |
| —    |      | Wang Chonghui 王寵惠 Wáng Chǒnghuì (1881–1958)                  | 5. Aug. 1922          | 29. Nov. 1922         | 116  | parteilos            | Li Yuanhong                                 |
| —    |      |                                                                 |                       |                       |      |                      |                                             |
| —    |      | Wang Daxie 汪大燮 Wāng Dàxiè (1860–1929)                        | 29. Nov. 1922         | 11. Dez. 1922         | 12   | Zhili-Clique         | Li Yuanhong                                 |
| —    |      |                                                                 |                       |                       |      |                      |                                             |
| —    |      | Wang Zhengting 王正廷 Wáng Zhèngtíng (1882–1961)                | 11. Dez. 1922         | 4. Jan. 1923          | 24   | parteilos            | Li Yuanhong                                 |
| —    |      |                                                                 |                       |                       |      |                      |                                             |
| 12   |      | Zhang Shaozeng 張紹曾 Zhāng Shàozéng (1879–1928)                | 4. Jan. 1923          | 9. Sep. 1923          | 248  | Beiyang-Clique       | Li Yuanhong, Gao Lingwei                    |
| 12   |      |                                                                 |                       |                       |      |                      |                                             |
| 13   |      | Gao Lingwei 高凌霨 Gāo Língwèi (1868–1939)                      | 9. Sep. 1923          | 12. Jan. 1924         | 125  | parteilos            | Gao Lingwei, Cao Kun                        |
| 13   |      |                                                                 |                       |                       |      |                      |                                             |
| 14   |      | Sun Baoqi 孫寶琦 Sūn Bǎoqí (1867–1931)                          | 12. Jan. 1924         | 2. Juli 1924          | 172  | Beiyang-Clique       | Cao Kun                                     |
| 14   |      |                                                                 |                       |                       |      |                      |                                             |
| —    |      | Koo Vi-kyuin (V.K. Wellington Koo) 顧維鈞 Gù Wéijūn (1887–1985) | 2. Juli 1924          | 14. Sep. 1924         | 74   | parteilos            | Cao Kun                                     |
| —    |      |                                                                 |                       |                       |      |                      |                                             |
| (11) |      | Yan Huiqing (W.W. Yan) 顏惠慶 Yán Huìqìng (1877–1950)           | 14. Sep. 1924         | 31. Okt. 1924         | 47   | Zhili-Clique         | Cao Kun                                     |
| (11) |      |                                                                 |                       |                       |      |                      |                                             |
| —    |      | Huang Fu 黃郛 Huáng Fú (1883–1936)                              | 31. Okt. 1924         | 24. Nov. 1924         | 24   | parteilos            | Cao Kun, Huang Fu (parallel amtierend)      |
| —    |      |                                                                 |                       |                       |      |                      |                                             |

Bemerkung: Das Amt des Premierministers war zwischen dem 25. November 1924 und 26. Dezember 1925 abgeschafft. Regierungschef in dieser Zeit war Duan Qirui.

### Premierminister des Staatsrates der Republik China 1925–1928
- Zeitspanne: 26. Dezember 1925 – 2. Juni 1928

| Nr.  | Bild | Name (Lebensdaten)                                              | Amtsantritt und -ende | Amtsantritt und -ende | Tage | Politische Partei | Präsident                                |
| ---- | ---- | --------------------------------------------------------------- | --------------------- | --------------------- | ---- | ----------------- | ---------------------------------------- |
| 15   |      | Xu Shiying 許世英 Xǔ Shìyīng (1873–1964)                        | 26. Dez. 1925         | 4. März 1926          | 68   | parteilos         | Duan Qirui                               |
| 15   |      |                                                                 |                       |                       |      |                   |                                          |
| —    |      | Jia Deyao 賈德耀 Jiǎ Déyào (1880–1940)                          | 4. März 1926          | 20. Apr. 1926         | 47   | parteilos         | Duan Qirui                               |
| —    |      |                                                                 |                       |                       |      |                   |                                          |
| —    |      | Hu Weide 胡惟德 Hú Wéidé (1863–1933)                            | 20. Apr. 1926         | 13. Mai 1926          | 23   | parteilos         | Hu Weide (parallel amtierend)            |
| —    |      |                                                                 |                       |                       |      |                   |                                          |
| (11) |      | Yan Huiqing (W.W. Yan) 顏惠慶 Yán Huìqìng (1877–1950)           | 13. Mai 1926          | 22. Juni 1926         | 40   | parteilos         | W.W. Yan (parallel amtierend)            |
| (11) |      |                                                                 |                       |                       |      |                   |                                          |
| —    |      | Du Xigui 杜錫珪 Dù Xīguī (1875–1933)                            | 22. Juni 1926         | 1. Okt. 1926          | 101  | parteilos         | Du Xigui (parallel amtierend)            |
| —    |      |                                                                 |                       |                       |      |                   |                                          |
| —    |      | Koo Vi-kyuin (V.K. Wellington Koo) 顧維鈞 Gù Wéijūn (1887–1985) | 1. Okt. 1926          | 18. Juni 1927         | 260  | parteilos         | V.K. Wellington Koo (parallel amtierend) |
| —    |      |                                                                 |                       |                       |      |                   |                                          |
| —    |      | Pan Fu 潘復 Pān Fù (1883–1936)                                  | 18. Juni 1927         | 2. Juni 1928          | 350  | parteilos         | Zhang Zuolin                             |
| —    |      |                                                                 |                       |                       |      |                   |                                          |

### Präsidenten des Exekutiv-Yuans der Republik China 1928–1948
- Zeitspanne: 25. Oktober 1928 – 24. Mai 1948

Nachdem Chiang Kai-shek die Nationalregierung von Nanking im Jahr 1928 etabliert hatte, schuf er anstelle des Premierminister-Amts das Amt des Präsidenten des Exekutiv-Yuans, um damit den Unterschied seiner Regierung zu den vorangegangenen in Beijing (nunmehr umbenannt in Beiping) deutlich zu machen. Seine Regierung nahm während des Japanisch-Chinesischen Krieges (1937–1945) ihren Sitz in Chongqing und floh nach dem Chinesischen Bürgerkrieg nach Taipei, wo sie die Republik China auf Taiwan begründete, die heute noch existiert.
| Nr.  | Bild             | Name (Lebensdaten)                                          | Amtsantritt und -ende | Amtsantritt und -ende | Tage | Politische Partei | Präsident                                        |
| ---- | ---------------- | ----------------------------------------------------------- | --------------------- | --------------------- | ---- | ----------------- | ------------------------------------------------ |
| 16   |                  | Tan Yankai 譚延闓 Tán Yánkǎi (1880–1930)                    | 25. Okt. 1928         | 22. Sep. 1930         | 842  | Kuomintang        | Tan Yankai (parallel amtierend), Chiang Kai-shek |
| 16   | Verstarb im Amt. | Tan Yankai 譚延闓 Tán Yánkǎi (1880–1930)                    |                       |                       |      |                   |                                                  |
| 17   |                  | Soong Tse-ven (T.V. Soong) 宋子文 Sòng Ziwén (1894–1971)    | 25. Sep. 1930         | 4. Dez. 1930          | 73   | Kuomintang        | Chiang Kai-shek                                  |
| 17   |                  |                                                             |                       |                       |      |                   |                                                  |
| 18   |                  | Chiang Kai-shek 蒋中正 Jiǎng Zhōngzhèng (1887–1975)         | 4. Dez. 1930          | 15. Dez. 1931         | 376  | Kuomintang        | Chiang Kai-shek (parallel amtierend)             |
| 18   |                  |                                                             |                       |                       |      |                   |                                                  |
| 19   |                  | Chen Mingshu 陳銘樞 Chén Míngshū (1889–1965)                | 15. Dez. 1931         | 1. Jan. 1932          | 17   | Kuomintang        | Lin Sen                                          |
| 19   |                  |                                                             |                       |                       |      |                   |                                                  |
| 20   |                  | Sun Fo 孫科 Sūn Kē (1891–1973)                              | 1. Jan. 1932          | 28. Jan. 1932         | 27   | Kuomintang        | Lin Sen                                          |
| 20   |                  |                                                             |                       |                       |      |                   |                                                  |
| 21   |                  | Wang Jingwei 汪兆銘 Wāng Jīngwèi (1883–1944)                | 28. Jan. 1932         | 1. Dez. 1935          | 1403 | Kuomintang        | Lin Sen                                          |
| 21   |                  |                                                             |                       |                       |      |                   |                                                  |
| (18) |                  | Chiang Kai-shek 蔣中正 Jiǎng Zhōngzhèng (1887–1975)         | 7. Dez. 1935          | 1. Jan. 1938          | 756  | Kuomintang        | Lin Sen                                          |
| (18) |                  |                                                             |                       |                       |      |                   |                                                  |
| 22   |                  | Kung Hsiang-hsi (H.H. Kung) 孔祥熙 Kǒng Xiángxī (1881–1967) | 1. Jan. 1938          | 11. Dez. 1939         | 106  | Kuomintang        | Lin Sen                                          |
| 22   |                  |                                                             |                       |                       |      |                   |                                                  |
| (18) |                  | Chiang Kai-shek 蔣中正 Jiǎng Zhōngzhèng (1887–1975)         | 11. Dez. 1939         | 31. Mai 1945          | 2707 | Kuomintang        | Lin Sen, Chiang Kai-shek (parallel amtierend)    |
| (18) |                  |                                                             |                       |                       |      |                   |                                                  |
| (17) |                  | Soong Tse-ven (T.V. Soong) 宋子文 Sòng Ziwén (1891–1971)    | 31. Mai 1945          | 1. März 1947          | 639  | Kuomintang        | Chiang Kai-shek                                  |
| (17) |                  |                                                             |                       |                       |      |                   |                                                  |
| (18) |                  | Chiang Kai-shek 蔣中正 Jiǎng Zhōngzhèng (1887–1975)         | 1. März 1947          | 18. Apr. 1947         | 48   | Kuomintang        | Chiang Kai-shek                                  |
| (18) |                  |                                                             |                       |                       |      |                   |                                                  |
| 23   |                  | Chang Ch’ün 張群 Zhāng Qún (1889–1990)                      | 18. Apr. 1947         | 24. Mai 1948          | 402  | Kuomintang        | Chiang Kai-shek                                  |

Die Regierungschefs nach Inkrafttreten der Verfassung der Republik China am 25. Dezember 1947 sind in der Liste der Regierungschefs der Republik China (Taiwan) aufgeführt.